# بيل ووكر (لاعب كرة قدم أسترالية أسترالي)
بيل ووكر (بالإنجليزية: Bill Walker)‏ هو لاعب كرة قدم أسترالية أسترالي، ولد في 23 فبراير 1942 في Huntly, New Zealand ‏ في نيوزيلندا.

## وصلات خارجية
- بيل ووكر على موقع AustralianFootball.com (الإنجليزية)